# Csuszka (település)
Csuszka (ukránul: Тюшка [Tyuska]) falu Ukrajnában, Kárpátalján, a Huszti járásban.

## Fekvése
Ökörmezőtől északnyugatra légvonalban  8, közúton 18 kilométerre fekszik az Északkeleti-Kárpátok hegyei között.

## Története
Csuszka nevét 1614-ben említette először oklevél Thywska néven. 1651-ben Nagythiuska, 1715-ben Tyuska néven írták.
Csuszkát a 16. század végén a Dolhay és a Lipcsey családok telepítették a Tyuska-patak mellett, a Verhovinán. A falu lakói ruszinok voltak, melyek közül egy ruszin családot a Dolhaiak megnemesítettek. A 17. században már két településből, Alsó- és Felsőtyuskából állt.
1910-ben 529 lakosa volt, melyből 7 magyar, 118 német, 404 román volt. Ebből 409 görögkatolikus, 120 izraelita volt. A trianoni békeszerződés előtt Máramaros vármegye Ökörmezői járásához tartozott.